# Шок (фильм, 1989)
«Шок» (телевизионная версия — «С любовью и болью») — советский художественный фильм, снятый в 1989 году на киностудии «Узбекфильм» режиссёром Эльёром Ишмухамедовым.

## Сюжет
Узбекская ССР, конец 1970-х—начало 1980-х. Воспользовавшись материалами республиканской партийной комиссии, молодой ташкентский журналист Мурад Якубов пишет фельетон о взяточнике и клеветнике преподавателе Нуриеве. Встретившись с героем своего фельетона, Мурад неожиданно получает от него пощёчину. Якубов находит в себе силы ещё раз встретиться с Нуриевым и обстоятельно обсудить с ним происшедшее. Их разговор длится всю ночь, перед Мурадом раскрывается цепь преступных деяний властной верхушки в республике. Журналист испытывает настоящий шок, узнавая шаг за шагом о том, что творится вокруг (семилетние дети и в зной, и в непогоду собирают на полях хлопок, а в это время на них сыплется с самолёта яд). Пытаясь в очередной раз встретиться с Нуриевым, Якубов узнаёт об аресте преподавателя. Мурад отправляется в милицию, где ему сообщают, что Нуриева отправили в Бишкент. Тут же в милиции Якубов становится свидетелем того, как капитан милиции по звонку министра вынужден не только отпустить задержанного за езду в состоянии алкогольного опьянения сына секретаря ЦК, но и вымыть оболтусу его машину. Не сдержавшись, Якубов хватает парня за волосы и заставляет извиниться.
К Якубову приходит следователь и ставит его в известность, что он нарушил ряд законов. Сынки же партийных тузов чувствуют себя будущими хозяевами жизни, считая, что им позволительно всё. Из-за
одного из таких молодых негодяев сжигает себя девушка… Нуриевым собран обширный обличительный материал, однако власти не дремлют — начинается охота за папкой Нуриева. Он успевает передать материалы сестре перед арестом. Сестра доставляет папку журналисту. Но телохранители хлопкового магната Бахрамова находят Якубова и отбирают компромат (на самом деле он был пуст, Якубов успел передать бумаги с компроматом встретившемуся по пути тому самому капитану милиции, пониженному до звания лейтенанта). Секретарь обкома Назиров пытается уговорить
Мурада перейти на его сторону. Журналист непреклонен, и его убивают… Проходит несколько лет. Нуриев выходит на свободу. С экрана телевизора о «врагах перестройки» и «негативных явлениях в жизни
республики», о коррупции, взятках, местничестве вещает… Назиров.

## В ролях
- Рустам Сагдуллаев — Мурад Алиевич Якубов, журналист
- Мурад Раджабов — Азим Нуриев, преподаватель техникума, бывший секретарь Турбатского райкома
- Ато Мухамеджанов — Барат Назирович Назиров, первый секретарь Турбатского обкома
- Фарида Муминова — Лола, жена Якубова (озвучивала Ольга Гаспарова)
- Ровшан Агзамов — Алим, друг детства Якубова
- Шухрат Иргашев — Бахрамов, директор Турбатского хлопкового завода
- Артык Джаллыев — вальяжный
- Тимур Ишмухамедов — Тимур, сын Якубова
- Эльдор Исхаков — Эльдор, сын Нуриева
- Хусан Шарипов — Парпиев, директор техникума
- Негмат Дустходжаев — Негмат-ата, работник редакции
- Якуб Ахмедов ― главный редактор
- Аброр Турсунов — Шер Турсунов, работник редакции
- Ахмеджан Касымов — Алик, работник редакции
- Гуля Гиясова — Гуля, работник редакции
- Батур Халиков — Бобур, работник редакции
- Джамшид Закиров — заместитель завотделом
- Пулат Саидкасымов — Болтаев, капитан/лейтенант милиции (озвучивал Рудольф Панков)
- Рустам Уразаев — Шахбоз Кудратович Кудратов, сын секретаря ЦК КПУзССР
- Джавлон Хамраев — Султанов
- Уктам Лукманова — Ханифа, сестра Нуриева
- Зухритдин Режаметов — Абдуллаев, лейтенант милиции
- Хамза Умаров — Умар Таирович (озвучивал Юрий Саранцев)
- Масуд Атабаев ― Санжар Зияевич Хайдаров
- Юрий Мартынов ― следователь
- Владимир Никитин ― следователь
- Николай Сморчков ― следователь
- Виктор Рождественский ― прокурор